# Prescription en droit luxembourgeois
 (mars 2016).
Si vous disposez d'ouvrages ou d'articles de référence ou si vous connaissez des sites web de qualité traitant du thème abordé ici, merci de compléter l'article en donnant les références utiles à sa vérifiabilité et en les liant à la section « Notes et références ».

La prescription en droit luxembourgeois est notamment définie par l'article 2262 du Code civil luxembourgeois, qui édicte une prescription de droit commun de 30 ans : 

« Toutes les actions, tant réelles que personnelles, sont prescrites par trente ans, sans que celui qui allègue cette prescription soit obligé d'en rapporter un titre, ou qu'on puisse lui opposer l'exception déduite de la mauvaise foi. »

Une durée plus courte peut être applicable selon les matières.

## Prescription de l'action publique
La prescription de l'action publique, régie par le Code d'instruction criminelle luxembourgeois (« CIC »), rend toute poursuite de l'auteur d'une infraction impossible. 

## Prescription en droit pénal
- Les crimes se prescrivent par 10 ans (Art. 637 du CIC).
- Les délits se prescrivent par 5 ans (Art. 638 du CIC).
- Les contraventions se prescrivent par 1 an (Art. 640 du CIC).

À côté de ces règles générales, certains cas particuliers existent. Le Luxembourg a par exemple signé le 13 octobre 1998 (et ratifié le 8 septembre 2000) le Statut de Rome de la Cour pénale internationale, rendant imprescriptible l'action contre le crime de génocide, les crimes contre l'humanité, les crimes de guerre et le crime d'agression relevant de la compétence de la Cour (voir l'article 29 du Statut de Rome de la Cour pénale international).